# 圖納維爾 (科羅拉多州)
圖納維爾（英語：Toonerville）是位於美國科羅拉多州本特縣的一個非建制地區。該地的面積和人口皆未知。

## 地理
圖納維爾的座標為37°46′30″N 103°09′51″W / 37.77500°N 103.16417°W，而該地的平均海拔高度為1331米（即4432英尺）。